# Tarcal-hegység
A Tarcal-hegység (szerbül: Фрушка Гора / Fruška Gora, horvátul: Fruška Gora, latinul: Mons Almus vagy Alma Mons, németül: Frankenwald) középhegység a Szerémség északi részén, Szerbia és kis részben Horvátország területén. Szerbiai része a Vajdaságban található, horvátországi része Vukovár-Szerém megyében. A keskeny hegylánc szigethegységként emelkedik ki az Alföldből; északon és délen folyók – a Duna és a Száva – keretezik. A kelet–nyugati irányban húzódó hegység téríti el az addig dél felé folyó Dunát kelet felé.
A hegység 300 méter feletti részeit sűrű lombhullató erdők borítják, míg völgyeiben legelők, szántóföldek, szőlők és gyümölcsösök húzódnak. Állatvilága fajokban gazdag.1960 óta jelentős része Szerbia egyik és a Vajdaság egyetlen nemzeti parkjához, a Fruška Gora Nemzeti Parkhoz tartozik.
A hegység természeti környezete, táji értékei miatt pihenésre, kikapcsolódásra alkalmas. 16 ortodox kolostora építészeti értékeiről, kincs- és könyvtárairól, freskóiról nevezetes. A túrázásra számos, különböző nehézségű túraútvonal nyújt lehetőségeket a hegység erdeiben és rétjein.

## Elnevezése
Régi magyar neve Almus-hegy, de ismert Köles-hegy, Tarcal-hegység, Árpataró vagy Árpatarlói-hegység néven is. A 19–20. század fordulóján a magyar szakirodalom Péterváradi-hegység néven is említi. Néha a „Vajdaság ékszerének” nevezik gyönyörű tájai miatt.
Czuczor Gergely és Fogarasi János a ma Borsod-Abaúj-Zemplén vármegyei Tarcal település nevének eredetét Turzol, kun fejedelemig, illetve a mongol turcsighol (kémlelő stb.) kifejezésre vezeti vissza. A Névtelen Jegyző megszólítás e helyen is Anonymusra vonatkozik.
„A Névtelen Jegyző szerént Tarczal városa vagyis az ezt északról fedező hegy Turzol kún vezértől vette nevezetét, kit Árpád a föld kikémlése végett küldött, és a föntebbi hegyre legelső lovagolt fel. Turcsighol a mongolban csakugyan azt teszi: kémlés végett küldött követ (un envoyé pour faire une reconnaisance); a torokhangok a szók közepén a mongolban, különösen a kalmuk s más szójárásban számtalanszor kiesnek; így khagán máskép: khán; baghatur, a mandsuban batoru, magyarul: bátor; daghari (seb a lovak, öszvérek stb. hátán), a mandsuban darin, magyarul: túr; tehát Turcsighol is máskép: Turczol (a cz rendszerént csak i előtt cs) tökéletesen egyezik a Névtelen Jegyző Turzol szavával, sőt még jelentésében az egyén feladatával vagy foglalkodásával is.”
Szerb elnevezése, a Fruška Gora Nagyolaszi (Manđelos) település latin nevéből, a Franca villából ered, és a frankokra utalva Frank-hegységet jelent.

## Geológia
Geológiai felépítése viszonylag összetett. Legrégibb részeit szerpentinit alkotja, de más paleozoikumi kőzetek is megtalálhatók; a hegyvonulat tengelyét például kristályos palák (fillit és csillámpala) alkotják, melyek a hegység központi részein jelennek meg a felszínen is. A mezozoikumi képződmények kevésbé meghatározóak: triász konglomerátum, homokkő, agyag és legnagyobbrészt sekélytengeri mészkő rétegei, jura flis, valamint vastag, világosan rétegzett kréta üledékek (konglomerátum, homokkő, agyagpala, mészkő, palás márga) a keleti és északkeleti részeken. Az oligocén rétegekből barnakőszenet fejtenek Rednek környékén. A lösz 400 méteres magasság alatt jelenik meg, mint viszonylag vékony felszíni réteg, mely a Duna és a Száva alluviális síkságaiig húzódik. Az északi oldalon a Duna által lerakott folyami üledékrétegek is találhatók – kavics, homok –, melyek egyes helyeken Újvidék vízellátásában is szerepet játszanak.

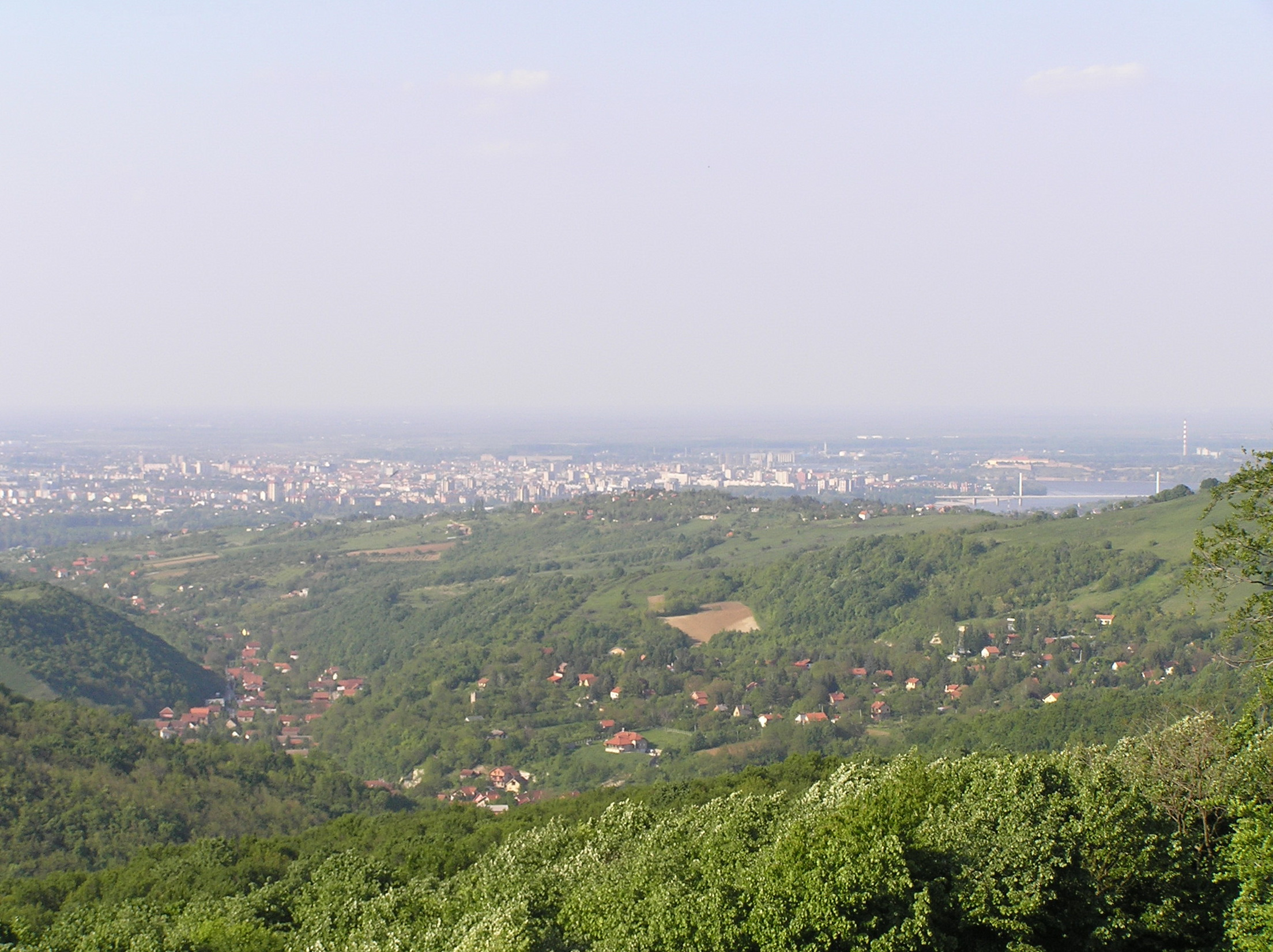
Kilátás Ledince és Újvidék felé

A hegység egyedi és gazdag fosszilis flóra- és faunamaradványokkal bír, melyek hozzájárultak a hegység geológiai múltjának rekonstruálásához az elmúlt 200 millió évre visszamenőleg. A Tarcal-hegység hosszú ideig szigetként emelkedett ki a Pannon-tengerből, amiről tengeri kagylók, csigák, tengerisünök, korallok fosszíliái tanúskodnak.

## Domborzat

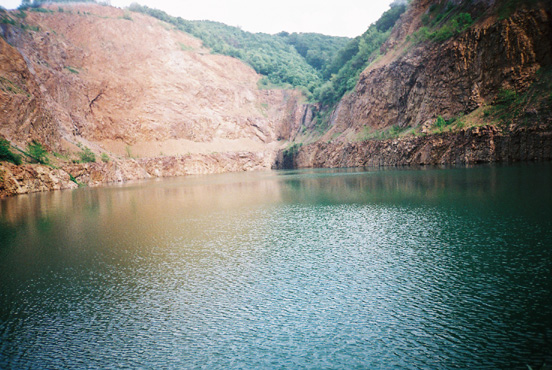
A Ledincei-tó

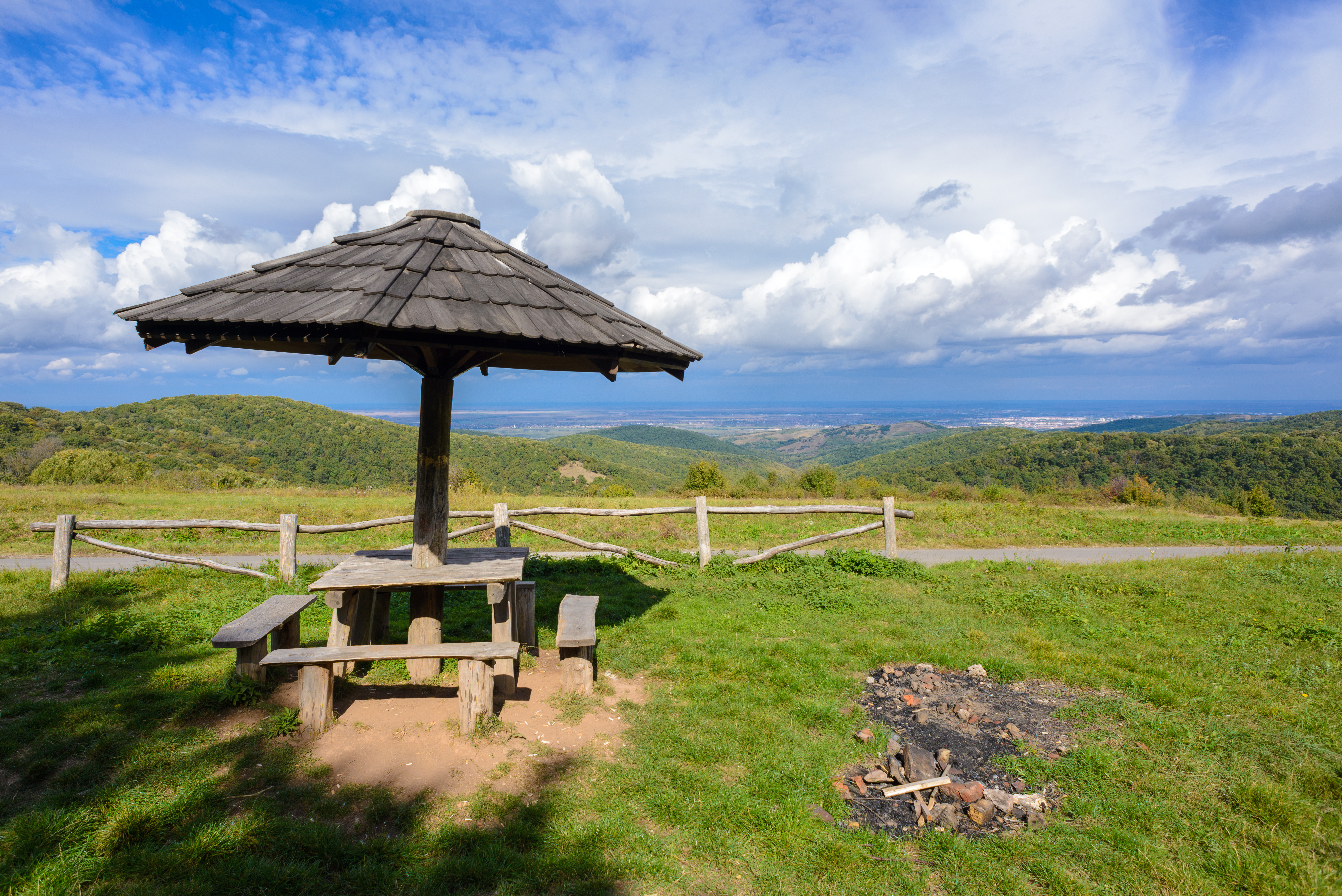
Pihenőhely egy hegyi réten

A Tarcal-hegység az északi szélesség 45° 0' és 45° 15', valamint a keleti hosszúság 18° 37' és 20° 01' között  helyezkedik el. Fő gerince, melyből néhány mellékgerinc ágazik le, nyugat–keleti irányban húzódik, a Duna és a Száva folyásával párhuzamosan; hossza ebben az irányban mintegy 80 km, ellenben déltől észak felé csupán 15 km kiterjedésű. Legmagasabb csúcsa az 539 m-es Vörös-bérc (Crveni Čot), azonban mérsékelt magassága ellenére is masszív képet mutat, mivel szigethegységként emelkedik ki az Alföld 90 méteres síksági térszínéből. További nevezetesebb hegycsúcsai a Veliki Gradac (471 m) és a Stražilovo.

## Vízrajz
A hegység vízhálózata sűrű és viszonylag egyenletes eloszlású. A felszíni vizeket források, patakok, lápok és mesterséges tavak alkotják: Összesen 187, többnyire alacsony vízhozamú forrás és 44 rövid patak található itt. Míg a hegység központi részén a viszonylag sok csapadék és az állandó források nagyobb száma több patakot táplál, az alacsonyabb nyugati és különösen a keleti részek az eltérő magassági és csapadékviszonyok, valamint geológiai összetétel miatt vízben szegényebbek. Az északi oldal patakjai hosszabbak, mivel egészen a Duna szintjéig ereszkednek, míg a déli oldalon hamarabb elérik a síkság szintjét. A patakok vízhozama kora tavasszal és késő ősszel a legnagyobb, míg legtöbbjük nyár közepétől ősz közepéig kiszárad. Vízhozamuk tél végén is alacsony, de ekkor nem száradnak ki. Ezek a változások nem esnek egybe a csapadékmennyiség éves eloszlásával.
Két mesterséges tó, a Ledincei-tó és a Besenyői-tó felhagyott külszíni fejtésű bányák vízzel való feltöltődésével jött létre. További 14 tavat hoztak létre patakok felduzzasztásával öntözési, árvízvédelmi, valamint turisztikai és horgászati céllal. Ezek két kivétellel a hegység déli oldalán találhatók.

## Éghajlat
A térség a kontinentális éghajlati öv határán fekszik. Az éves középhőmérséklet 11,2 °C, a januári -0,6 °C, a júliusi 21,4 °C. A hegység kis magassága ellenére megfigyelhető, hogy a magasság növekedésével hűvösebbé és nedvesebbé válik a klíma, így a gerincen hidegebb telek és hűvösebb nyarak jellemzők. Az Ürögi-hágón például csak 10,2 °C az éves középhőmérséklet.
A Tarcal-hegység a Vajdaság legcsapadékosabb területe. Az éves csapadékeloszlás szerint a május és június a legcsapadékosabb hónapok (egy másik maximum decemberben figyelhető meg), míg szeptember és október a legszárazabbak. A hegylábnál mintegy 200 mm-rel kevesebb csapadék hullik, mint a csúcsokon (Karlóca 586 mm, Ürögi-hágó 782 mm). A jellemző szélirány a nyugati és délnyugati.

## Élővilág

### Növényvilág
A hegység 300 méter feletti részeit sűrű lombhullató erdők borítják, míg völgyeiben legelők, szántóföldek, szőlők és gyümölcsösök húzódnak. Mintegy 1500 növényfaj található meg a Fruška Gora Nemzeti Park területén, ami Szerbia nagyobb és magasabb hegységeire jellemző mennyiség. Ennek 90%-át a zárvatermők teszik ki; közülük 36 kétszikű és 27 egyszikű faj védett. A harasztok 15 nemzetsége van jelen, melyek közül 6 ritkaságnak számít az országban.

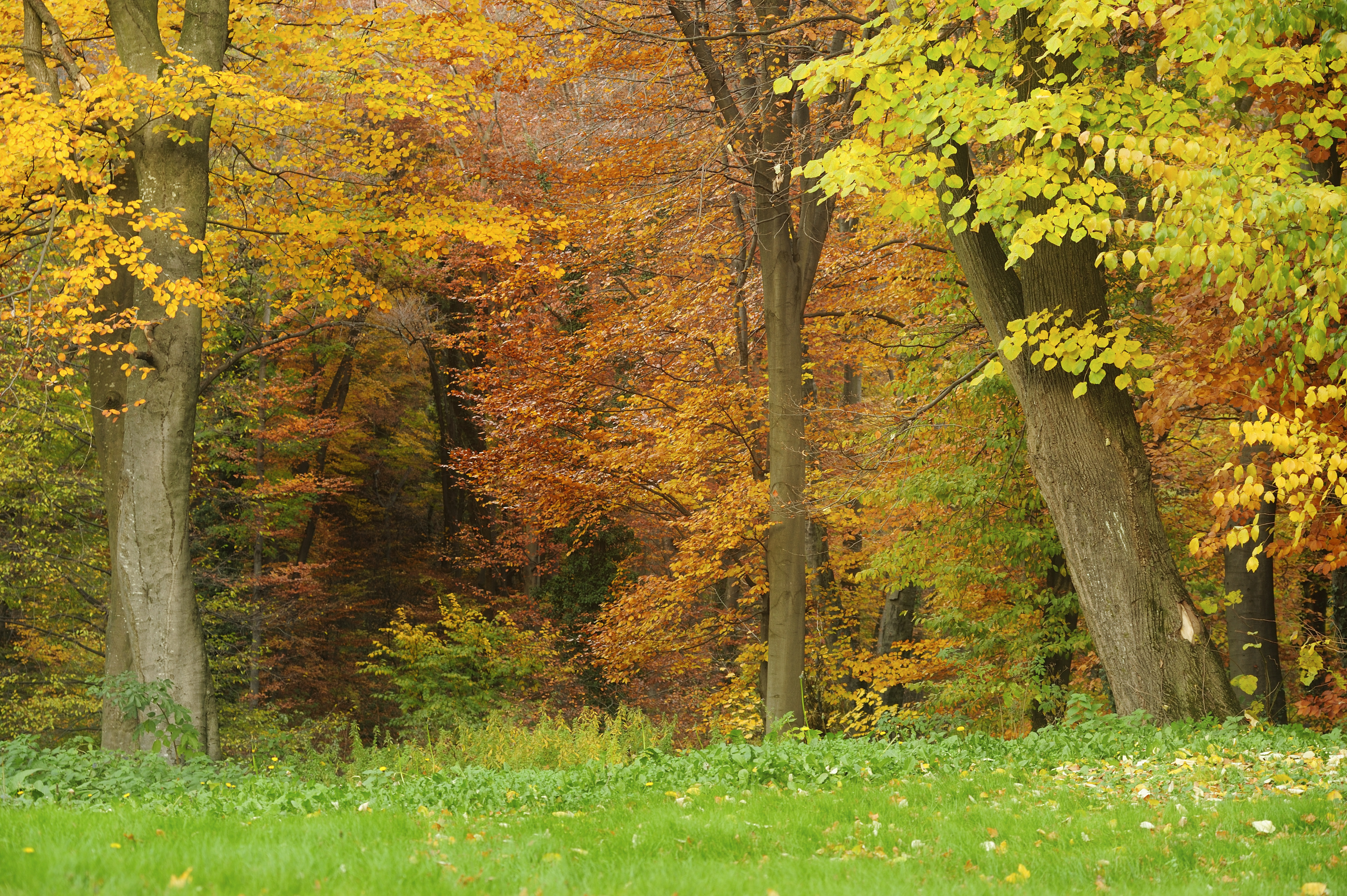
Őszi erdő a Tarcal-hegységben

A nemzeti park területének 90%-át erdők borítják. A domináns erdőtársulások a mérsékelt övi vegyes erdők, köztük a gyertyános–tölgyesek (kocsánytalan tölgy és közönséges gyertyán), bükkösök (bükk) és melegkedvelő cseres–tölgyesek (csertölgy, molyhos tölgy, magyar tölgy). Az éghajlat által meghatározott erdőtársulás az illír gyertyános-tölgyes (Aculeato-Querco Carpinetum serbicum Jov.), melyre mediterrán flóraelemek – tüskés csodabogyó, lónyelvű csodabogyó – jelenléte jellemző. Speciális életközössége a csenkeszes kocsánytalan tölgyes. Az ezüst hárs viszonylag nagy arányú jelenléte a Pannon-síkság közelségének köszönhető.
A füves területeket lényegesen kevésbé vizsgálták. Vannak sztyeppi társulások, különösen a keleti részen; ritka és endemikus fajaik közé tartoznak a kardlevelű peremizs, a csinos árvalányhaj, a sárga len, a csillagőszirózsa és a nagyezerjófű, de egyetlen élőhelyen olyan reliktum fajok is, mint a tátorján, a pusztai meténg, a tavaszi hérics, a leánykökörcsin, az apró nőszirom, vagy a Veronica spuria. Ezen kívül találhatók rétek, legelők és patakvölgyi vizenyős területek is.

### Állatvilág

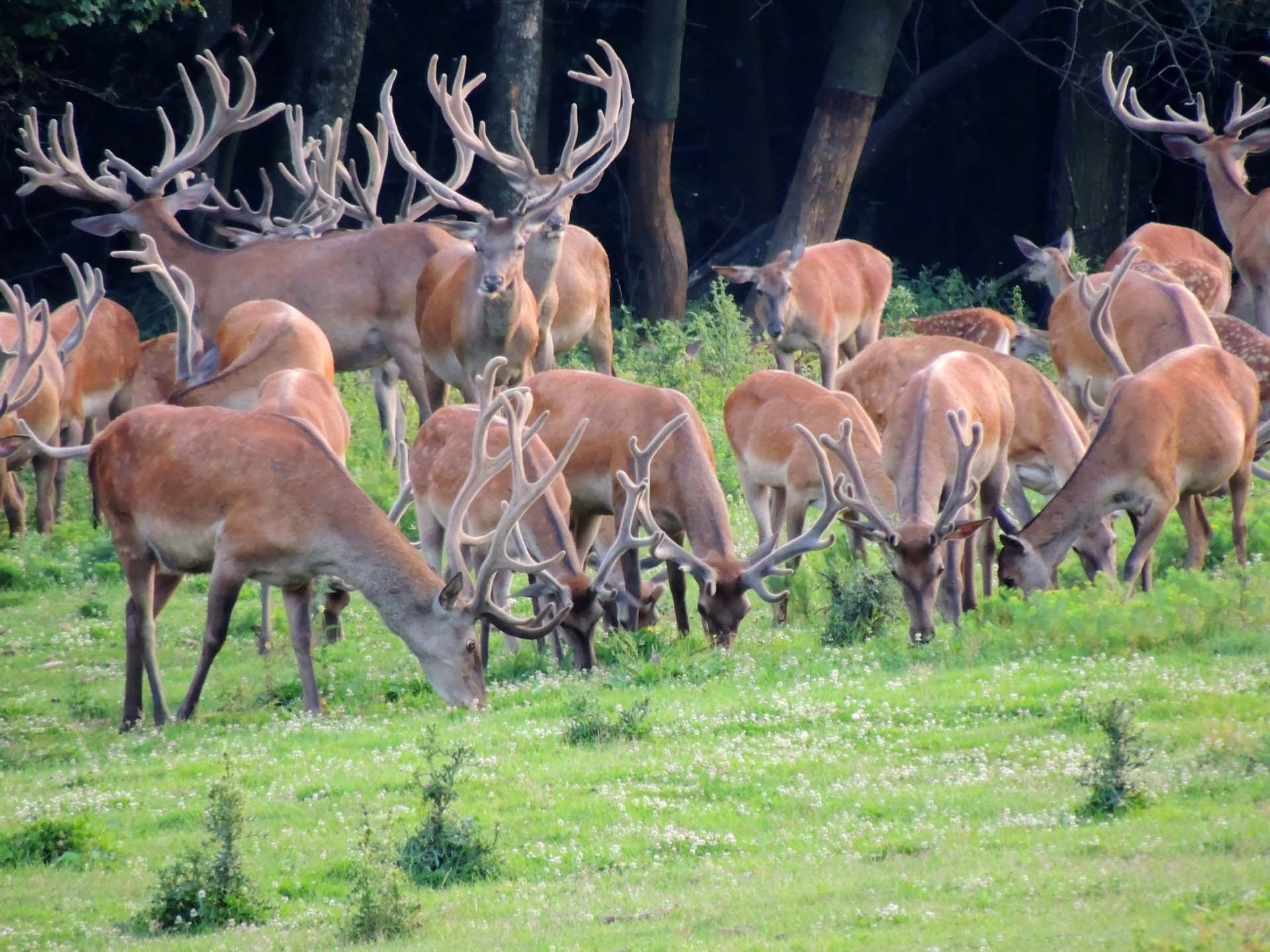
Szarvasok a Tarcal-hegységben

A Tarcal-hegység állatvilága fajokban gazdag, de egyes emlősök és madarak állománya jelentősen visszaesett. Az őz és vaddisznó még viszonylag nagy számban előfordul, míg az európai dámvadat és a muflont rezervátumokban tenyésztik vadászati céllal. A háborúk miatt kipusztult szarvasállomány visszatelepítését 2009-ben kezdték meg 36, Magyarországról behozott állattal, míg a muflonok egyedszáma 2018-ban 30, Szlovákiából érkezett muflonnal bővült 70-re. A ritka emlősfajok közé tartozik a vadmacska, a borz, a nyuszt, a menyét, a nagy pele és a mogyorós pele, valamint a denevérek számos faja, illetve a sztyeppei jellegű területeken (például Jazak környékén, ahol legnagyobb állománya él) a közönséges ürge. Az elmúlt években jelent meg a sakál.
220 madárfaj jelenlétét jegyezték fel; a jelentősebbek a parlagi sas, a törpesas, a nagy és a közép fakopáncs, a fekete harkály, a holló, valamint az énekesmadarak, például a kis légykapó, a barátcinege, illetve a kerti sármány. A parlagi sas a legritkább és leginkább veszélyeztetett madárfajok közé tartozik; 4 pár él a Tarcal-hegységben, és 10 pár az egész Vajdaság területén. Az ízeltlábúak közül kiemelhető a nagy szarvasbogár és egyes lepkefajok.

### Gombák
A gombák a hegység minden nem művelt területén – réteken, legelőkön, erdőkben – jelen vannak. Az ehető gombák közül megtalálható a nagy őzlábgomba, a fehértejű keserűgomba, a sárga rókagomba, a májusi pereszke, a piruló galóca, a gyapjas tintagomba, a mezei és az erdei csiperke, a déli tőkegomba, a lila pereszke, az ízletes vargánya, az ízletes kucsmagomba, a sötét trombitagomba, és a pisztricgomba. Mérgező gombák is teremnek ugyanakkor, például a halálosan mérgező gyilkos galóca és párducgalóca, vagy a citromgalóca, a légyölő galóca, a sátántinóru és a hánytató galambgomba. A fentieken kívül érdekes a bükkfa-tapló, a piros csészegomba, a síkos pohárgomba, a bunkós agancsgomba, az erdei szömörcsög és több nyálkagombafaj.

## Természetvédelem
A Tarcal-hegység növényvilágát a 18. század közepe óta kutatják. Először 1948-ban helyezték védelem alá; 1960 óta jelentős része (25 525 hektár) Szerbia egyik és Vajdaság egyetlen nemzeti parkjához, a Fruška Gora Nemzeti Parkhoz tartozik.

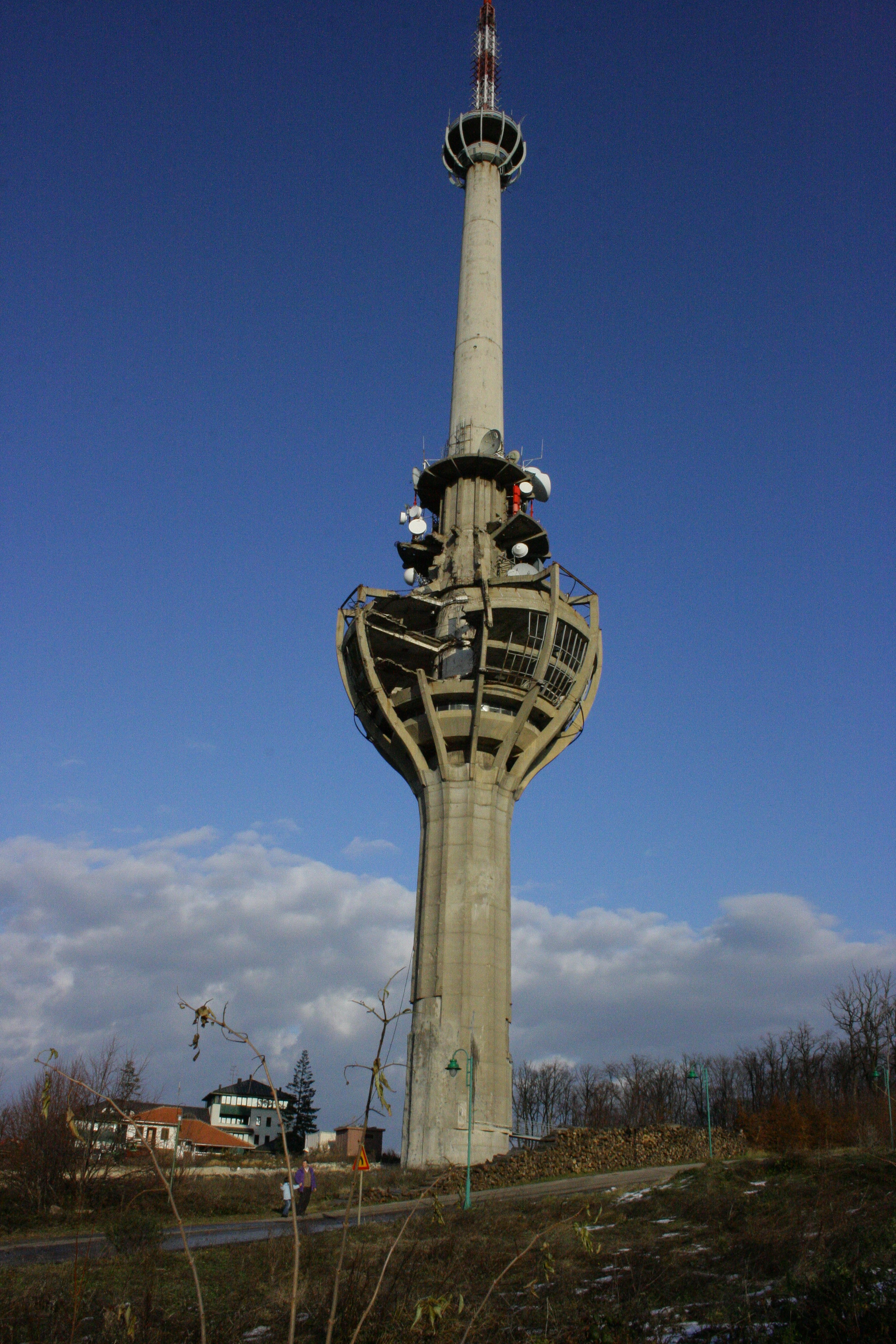
A NATO által 1999-ben lebombázott tévétorony az Ürögi-hágón

## Történelem

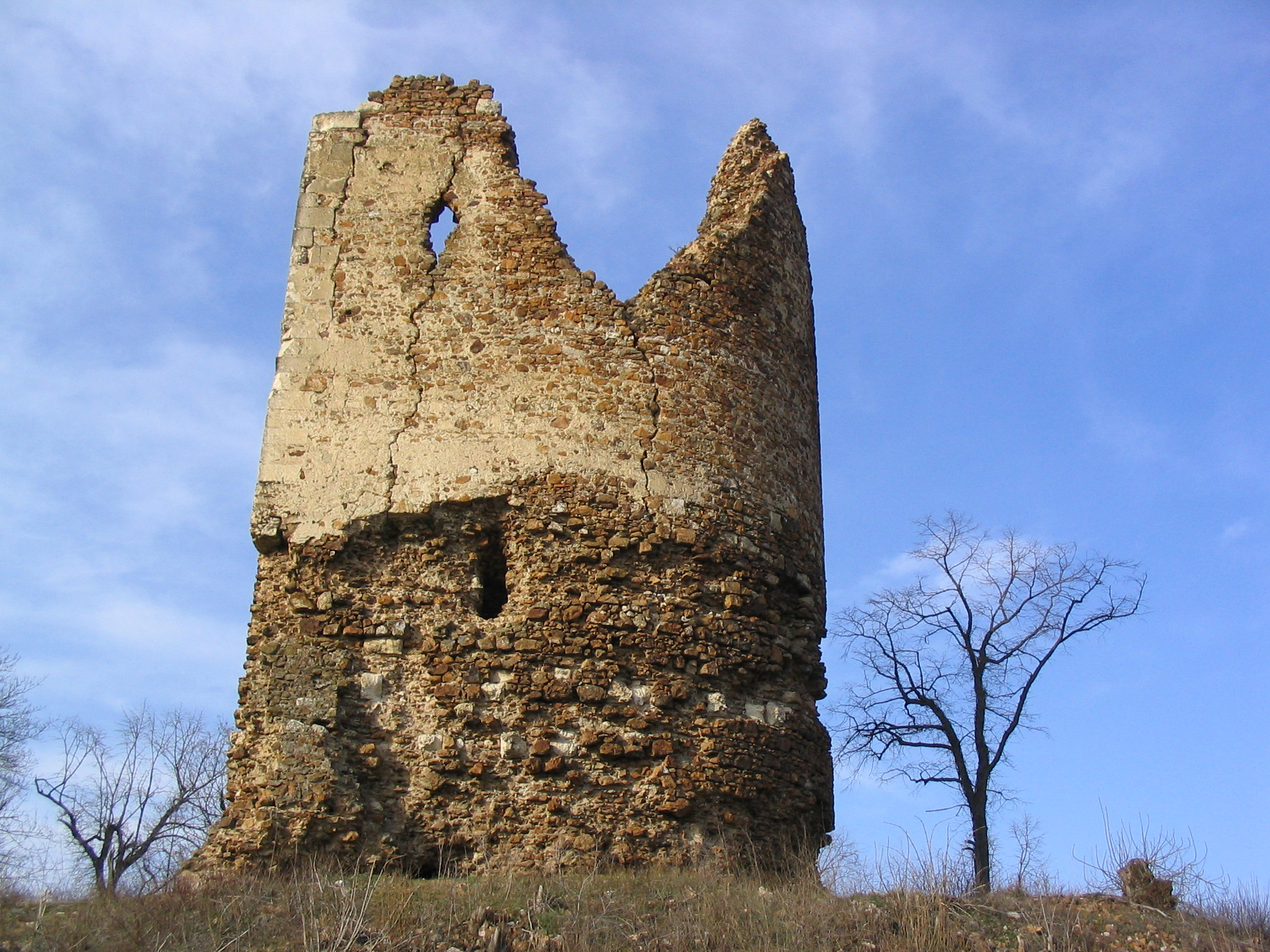
Rednek vára tornyának romjai

A területet a rómaiak előtt kelták lakták. A római korban, 31-től Pannonia (illetve annak felosztása után Pannonia Inferior, illetve Pannonia Secunda) része volt. A Duna mentén húzódott a limes, melynek mentén több település létezett, mint Cuccium a mai Újlak területén, Malata vagy Bononia Bánmonostor területén, illetve Cusum Péterváradon. A népvándorláskorban hunok, gepidák, avarok váltották egymást, illetve ekkor telepedtek meg a szlávok is.
A középkorban a Frank Birodalom (illetve a Szlavóniai hercegség), majd a Magyar Királyság része lett. Középkori eredetű Rednek vára és a péterváradi vár Nándorfehérvár 1521-es eleste után az Oszmán Birodalom fennhatósága alá került.
A hegységben elszórt, 15. és 18. század között épült szerb ortodox kolostorok jelentős szerepet játszottak a szerb nemzet vallási és politikai életében. A történelem folyamán számos alkalommal szenvedtek károkat, legutóbb a második világháborúban, ami után legtöbbjüket az 1960-as években helyreállították. A 18. századtól jelentős volt a Habsburg Birodalom, illetve később az Osztrák–Magyar Monarchia hatása a térség kereskedelmének és településeinek fejlődésére; különösen Karlóca és Ürög emelkedett ki. 1878-ban itt vadászott barátkeselyűre Rudolf trónörökös, Alfred Brehm német természettudós társaságában; Koch Antal pedig részletes geológiai vizsgálatokat végzett a hegységben a 19. század végén.
A második világháború alatt a Tarcal-hegység soha nem került teljesen német ellenőrzés alá, mivel a partizánok tevékenységének egyik színhelye volt; ennek emlékét viseli a Partizánok útja és a szerémi partizánok Ürögi-hágón 1951-ben felállított, Sreten Stojanović tervezte emlékműve. Jugoszlávia NATO-bombázása is okozott károkat 1999. április 21-én és május 30-án, az ürögi hágón álló tévétorony mellett több kolostorban is. 2000-ben a hegyen gyilkolták meg Slobodan Milošević utasítására Ivan Stambolićot.

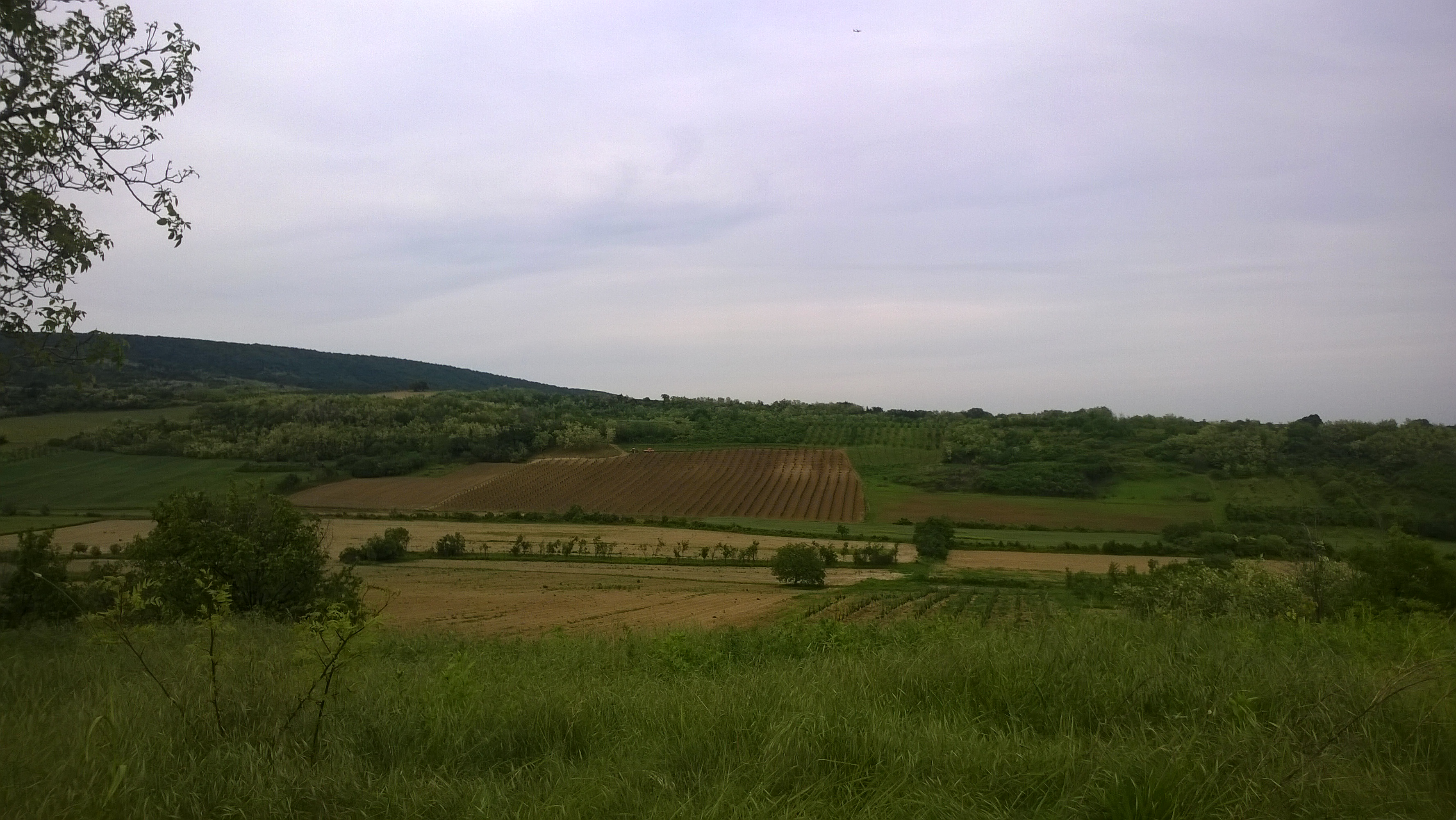
Szőlők Ürög határában

## Gazdaság
Elhelyezkedésénél fogva alkalmas a szőlőtermesztésre és a bortermelésre; lejtőin és a Duna mentén terül el a Szerémi borvidék. Már a római korban létezett, a török hódoltságig pedig a Magyar Királyság legjobb bortermő helyének számított; a szerémi borokat a középkorban a borok királyaként ismerték.
A hegységben több kőfejtő működött. A belcsényi cementmárgát hajón szállították Pestre Lánchíd építéséhez, ahol (a Magyar Tudományos Akadémia mai épülete helyén) égették és dunai hajómalmokban őrölték cementté. 1860 és 1870 között Belcsényben épült fel a történelmi Magyarország első cementgyára. Rednek közelében barnakőszenet, Cserevic és Karlóca határában lignitet fejtettek. Az ásvány- és hévizekre Zalánkeménen, Újvidéken és Redneken gyógyfürdő települt.
A nemzeti park erdészeti tevékenységet végez, valamint kezeli a hegység nagy részére kiterjedő vadászterületet és a vorovói vadászati rezervátumot. Asztalosműhelye külső megrendelésre is készít kültéri fabútorokat, játszótéri elemeket stb.

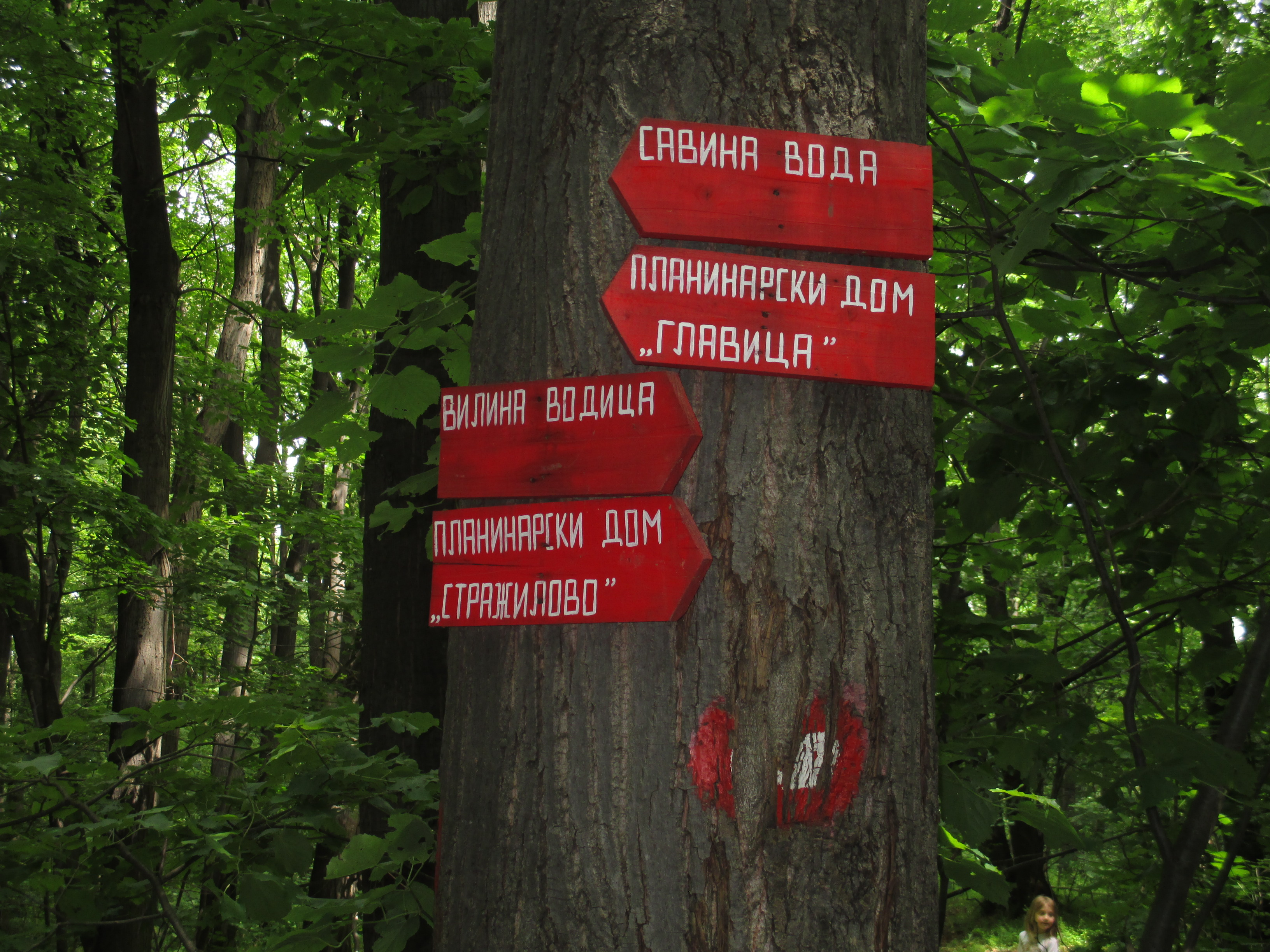
Turistajelzések

## Turizmus
A hegység természeti környezete, táji értékei miatt pihenésre, kikapcsolódásra alkalmas. 16 ortodox kolostora építészeti értékeiről, kincs- és könyvtárairól, freskóiról nevezetes, ezeken kívül számos régészeti lelőhelyet is rejt. A Fruška Gora Nemzeti Park látogatóközpontja az Ürögi-hágón található; a terület természeti és kulturális értékeinek bemutatása mellett ajándékbolttal is rendelkezik.
Másnaptól kezdve csodálatos vidéket barangoltunk be vadászva, megfigyelve. Azok a kéklő hegyek, amelyek előtt és amelyeken tegnap az éjjeli zivatar alatt fényes, aranyos napsugár ragyogott, azok a Fruska Gora magaslatai, amely az erdő borította középhegységek egyik legfenségesebbike.
A túrázásra számos, különböző nehézségű túraútvonal nyújt lehetőséget a hegység erdeiben és rétjein. A hegység gerincén fehér körben piros szív alakú turistajelzés vezet végig. A turistaegyesületek által felfestett jelzéseken felül a nemzeti park is kijelölt és információs táblákkal látott el több kiránduló útvonalat. 30 éve minden év májusában megrendezik a Fruška Gora maratont, melyen több ezer teljesítménytúrázó, terepfutó és kerékpáros vesz részt. Számos helyen pihenő- és kilátóhelyeket alakítottak ki, például az Ürögi-hágón, Letenkán és a Partizánok útja mentén. Az Ürögi-hágótól látható fél Bácska, az Avala és a Cer hegység. A kerékpározás az International Mountain Bicycling Association szabályai szerint lehetséges.

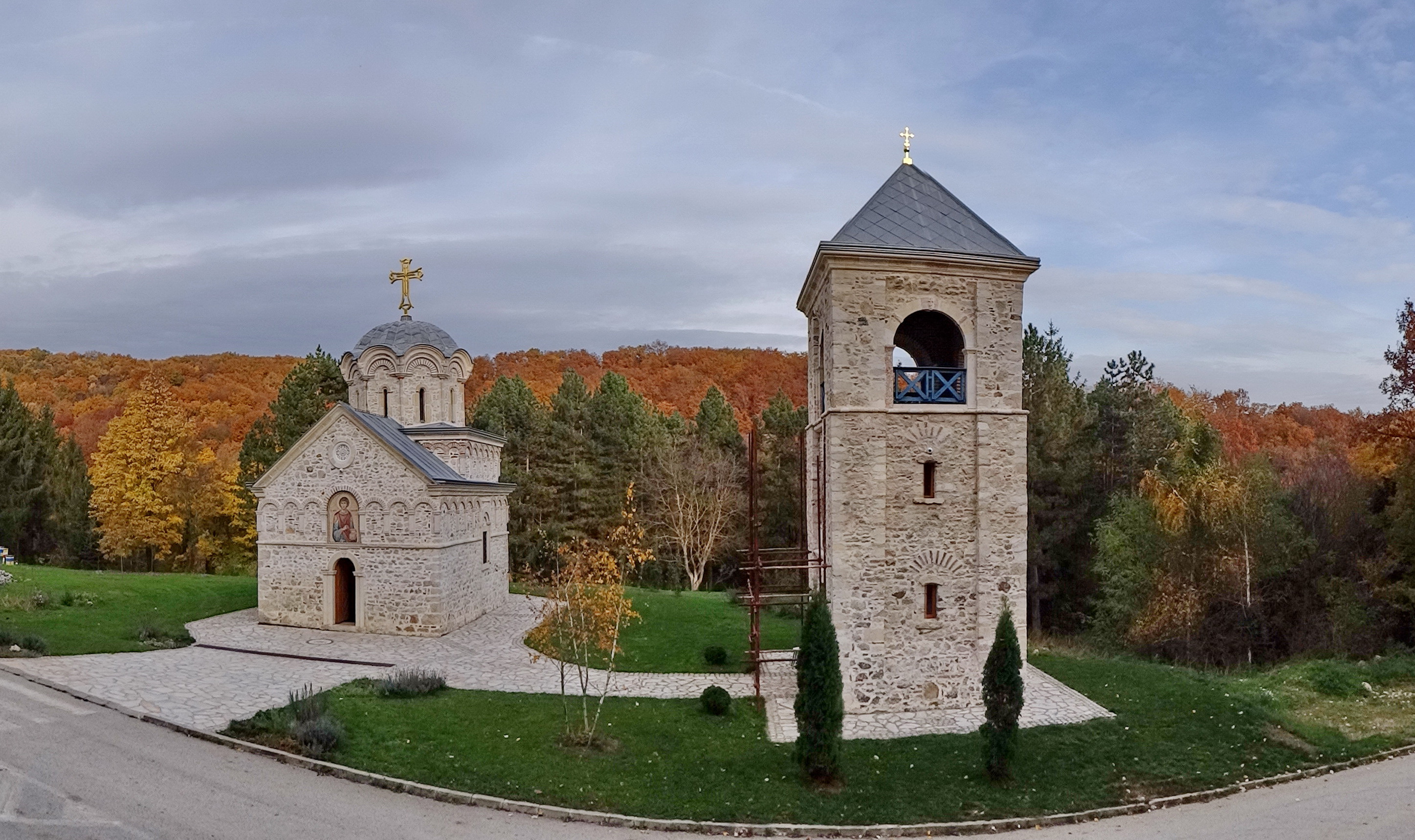
Óhopovo kolostor

A hegységben elszórt egykori 35 szerb ortodox kolostor közül ma 16 látható (Krušedol, Petkovica, Dombó, Nagyremete, Divša, Újhopovo, Óhopovo, Jazak, Kisremete, Görgeteg, Belcsény, Šišatovac, Privina Glava, Kuveždin, Rednek-Ravanica, Bešenovo), melyek egy 30 x 10 km-es sávban helyezkednek el. Az Újhopovo kolostorban nevelkedett Dositej Obradović. Itt találhatók Rednek vára romjai is. A Stražilovon sokan keresik fel Branko Radičević szerb költő sírját.
A Tarcal-hegységben több szálláshely (például az Ürögi-hágónál található Norcev szálloda és a Letenka gyermeküdülő), valamint étterem is található.
A nemzeti park látogatását 2025-től belépőjegyhez kötötték, melynek mértéke gyalogos személyenként 100, gépjárművenként 300 dinár, míg az éves belépőjegy 600, illetve 1200 dinárba kerül. A belépőpontokra sorompókat telepítettek. A bevételeket elkülönített számlán kezelik, és a hegység rendezésére fordítják.

## Képek

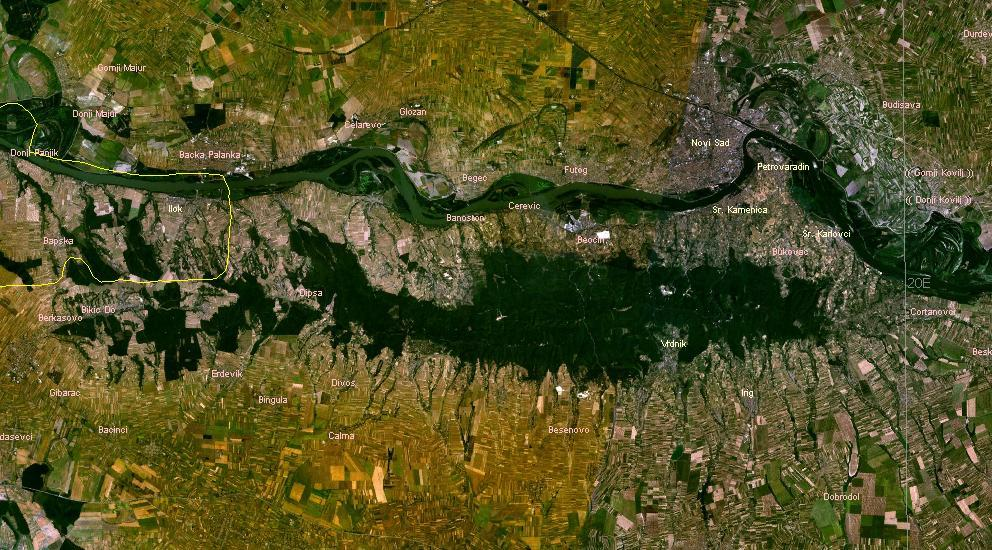
Műholdkép
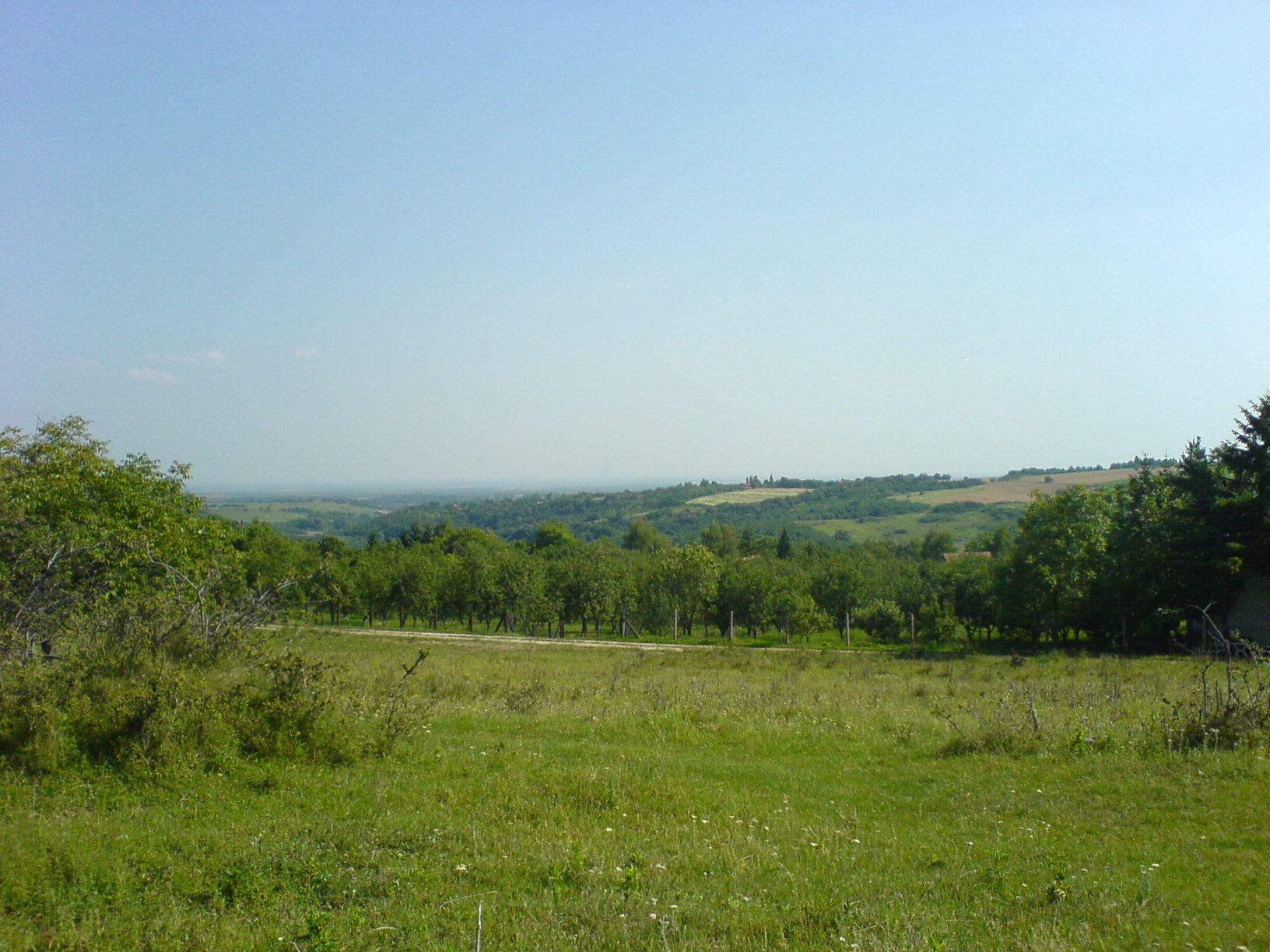
Táj a Tarcal-hegységben
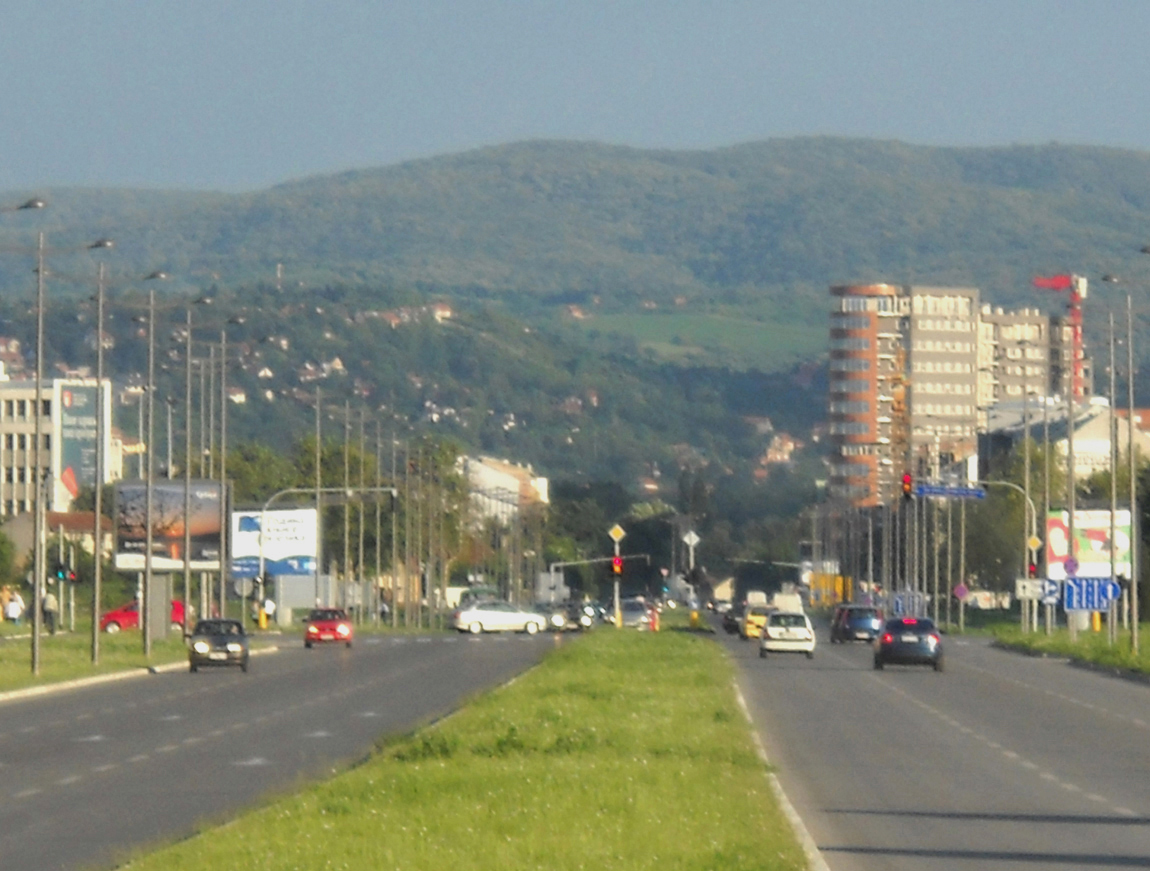
A hegy Újvidék felől
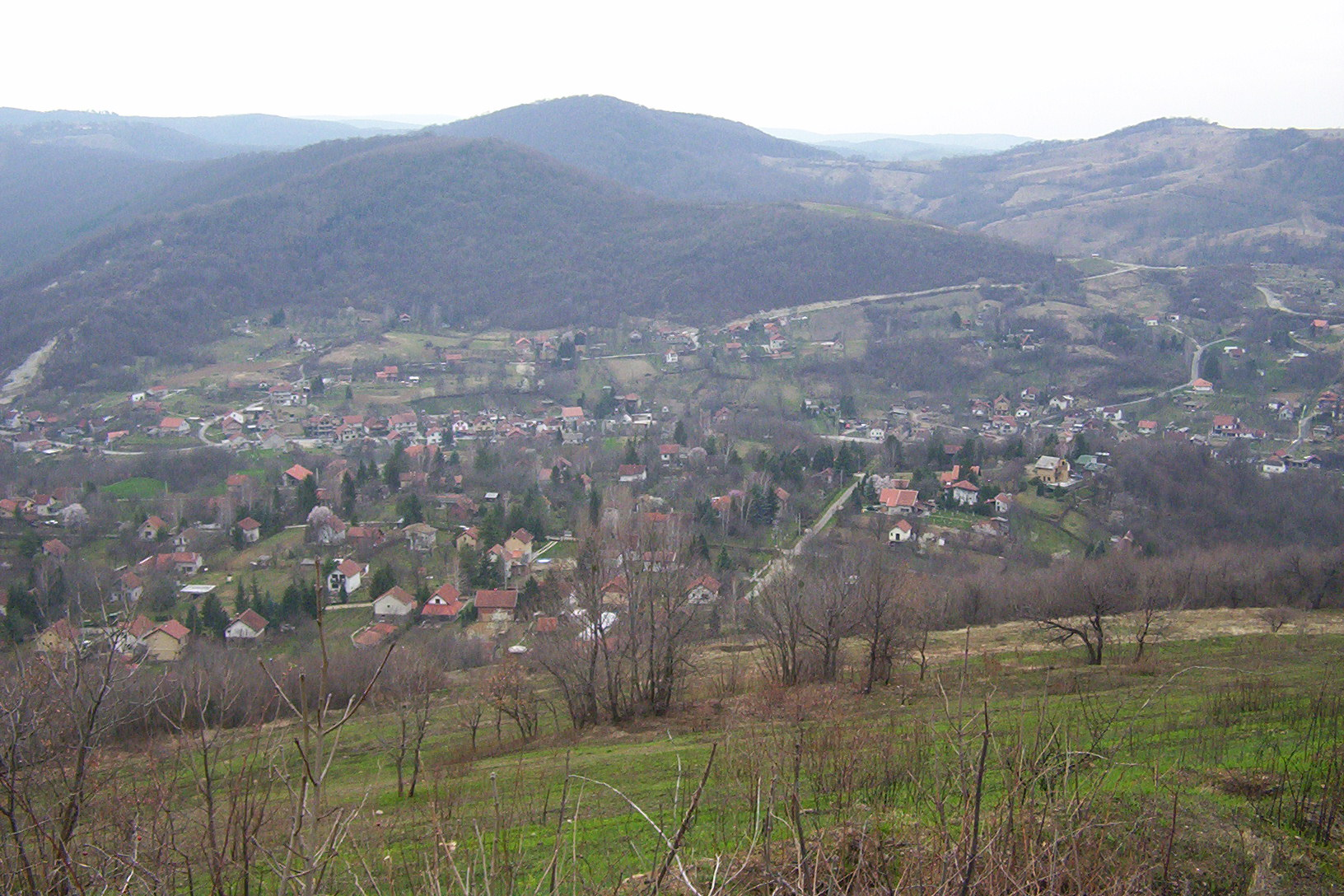
Óledince
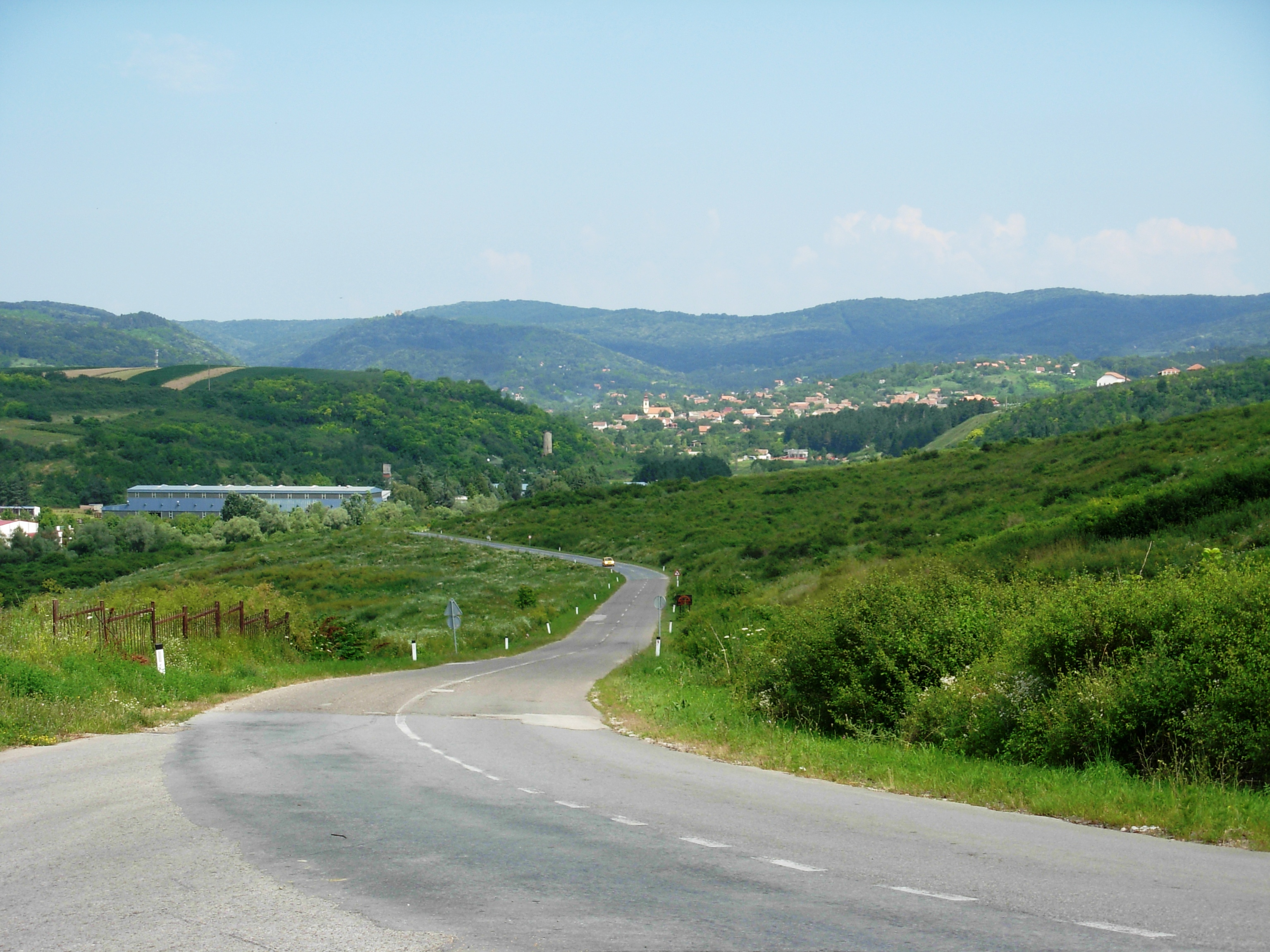
Rednek
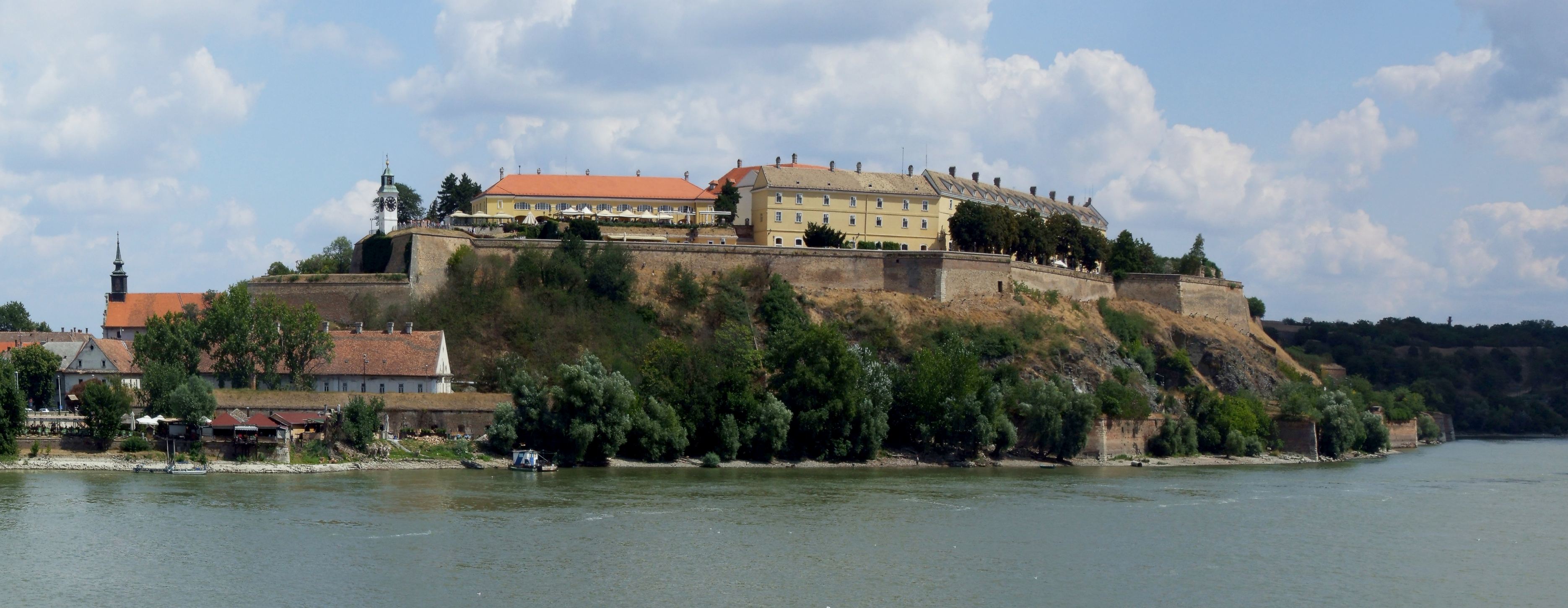
A hegység legészakibb nyúlványán magasodó péterváradi erőd
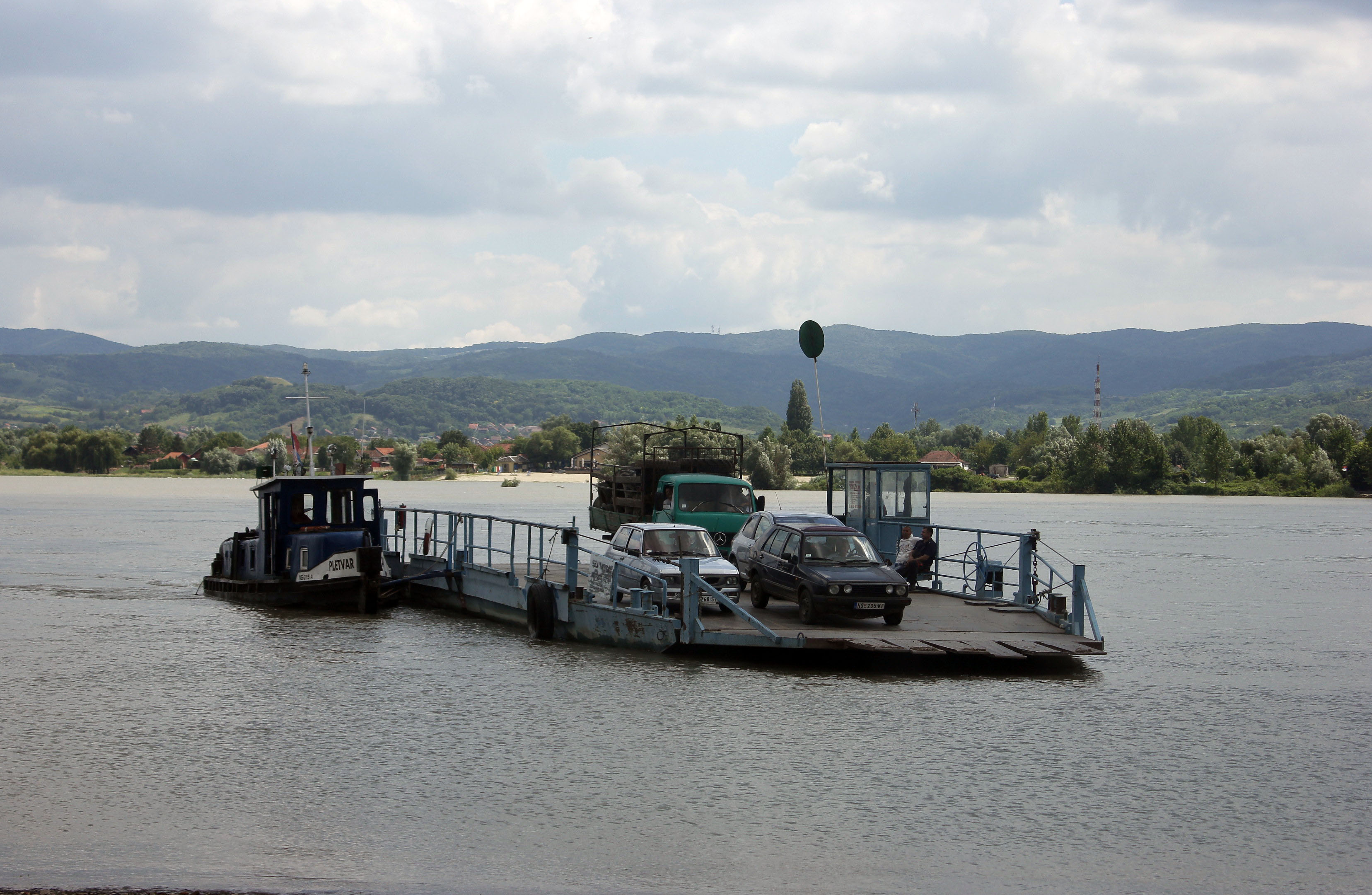
Komp a Dunán Futak és Belcsény között, a hegységtől északra